# Patrick Winkler
Patrick Winkler (2 april 1973) is een Zwitsers voetbalcoach en voormalig voetballer die speelde als verdediger.

## Carrière
Winkler maakte zijn profdebuut voor FC St. Gallen hij speelde er tot in 1996. In 1996 tekent hij bij SR Delémont waar hij één seizoen bleef spelen en daarna naar FC Wil 1900 vertrok hij speelde er twee seizoenen en keerde terug naar FC St. Gallen. Met St. Gallen veroverde hij de landstitel in 2000, hij speelde er tot in 2003 wanneer hij voor de tweede keer naar FC Wil 1900 trok. In zijn laatste seizoen voor hen won hij in 2004 nog de beker.
Na zijn spelersloopbaan werd hij jeugdcoach bij FC St. Gallen, hij bleef er tot in 2014. In 2017 werd hij hoofdcoach bij de Liechtensteinse club FC Balzers tot in 2019. In april 2019 werd hij de hoofdcoach van FC Gossau als het seizoen afgelopen was, na het ontslag van hoofdcoach Daniel Bamert deed assistent Thomas Kugler het seizoen uit. Na acht opeenvolgende verlieswedstrijden werd hij ontslagen eind maart 2022.

## Erelijst
- FC St. Gallen
  - Landskampioen: 2000

- FC Wil 1900
  - Zwitserse voetbalbeker: 2004